# Eduardo de la Puente
Eduardo de la Puente (Buenos Aires, 7 de diciembre de 1963) es un musico,actor y periodista argentino. Tras una larga carrera en periodismo gráfico, radial y televisivo, fue el conductor de la edición original de Caiga Quien Caiga, programa de la televisión abierta Argentina.

## Biografía

### Primeros años
De la Puente nació en La Boca. Comenzó su carrera como periodista y movilero del programa El destape de Quilmes. Fue redactor de data musical para el programa El Puente, ambos en Radio del Plata.
Entre 1990 y 1991 produce y guiona "Malas Compañías" en Rock & Pop.
También fue guionista de Radio Bangkok (1987) y productor de "Música de cañerías" y de "Los especiales de la Rock & Pop", director artístico de "FM Tropical" y conductor, productor y musicalizador de "Los especiales de Radio City", "La Rockola", "Con gusto a radio", "Boomerang" y "Parece mentira". 
Casado con Ana Maria con la cual tiene su único hijo llamado Martin.
Condujo ¿Cuál es?, junto a Mario Pergolini y Marcelo Gantman, Volumen 3 los sábados a las 21 y hasta diciembre de 2012 De Esta Noche No Pasa junto a Maitena Aboitiz, que trasmitía de lunes a viernes a las 21 por FM Rock & Pop. 
En 2013 cocondujo Negrópolis en Rock & Pop junto a Elizabeth Vernaci y Humberto Tortonese.
En 2014, condujo No vuelvas en Rock & Pop junto a Juan Di Natale y Damián "Árabe" Ramil.
En 2015 y 2016 condujo "Todos Mienten" junto al Pollo Cerviño y Damián "Árabe" Ramil.
En 2016 y hasta la actualidad volvió a conducir "Clásico de Clásicos", también en Rock & Pop.

### Carrera en televisión
En televisión se inició con Videoscopio, en 1985, transmitido por Canal Trece; colaboró luego junto a Mario Pergolini en La TV Ataca y produjo notas para Turno Tarde. Sería más adelante conductor de El acomodador y uno del trío de conductores de Caiga Quien Caiga (1995-2008). Condujo un ciclo de cine de El acomodador por el canal de cable Volver. En ese lapso también condujo en 2001 Audacia, un programa de preguntas y respuestas. Luego en el año 2003 condujo la segunda temporada del ciclo especial de documentales Aventura National Geographic en Canal Trece. después condujo El sótano en la desaparecida señal de Rock and Pop TV y fue coconductor de CQC. Posteriormente fue anfitrión del programa centrado en el medio ambiente Recurso Natural por Canal 7 y hasta 2011 Quieren Rock, emitido por la señal Much Music.
Durante los últimos meses de 2013 condujo #musicgarage desde la página de Google+ en Faro Latino.
En 2022 comenzó su ciclo de conductor del programa televisivo Club de Vinilos junto con su compañera ElectraVioleta bajo la producción de Cardamomo Producciones.

### Gráfica
Fue editor de las revistas Twist y gritos y Tren de carga. Participó en las revistas Pelo, Satiricón, Eroticón, Rock & Pop revista , 13/20 y en la española El Musiquero. Participó también en Rolling Stone Argentina, colaboró para Billboard Argentina y trabajo como editor para la revista Jedbangers.

### Libros
Tiene publicados ocho libros: ¿Cuál es?, ¿Cuál es? 2 (el regreso), Las aventuras del Osito Mimosito y otras guarradas, tres recopilaciones de los guiones que escribe para el programa de radio, y ¿Cuál es? Edición definitiva, recopilación de ¿Cuál es? y ¿Cuál es? 2 (el regreso).
También escribió ¡Rock! (antología analizada de la poesía rock argentina desde 1965), en colaboración con Darío Quintana.
Además escribió un libro falsamente autobiográfico titulado Por qué tardé tanto en casarme y El día más feliz de mi vida (y otros cuentos igual de estúpidos) En 2007 publicó el libro Aerosmith es una mierda y otros cuentos sin música. Los tres publicados por Sudamericana.
En abril de 2014 editó su primera novela La última tentación del rey Zumbawe Ambaata a través de la editoral Grijalbo.

### Carrera musical
De la Puente es guitarrista de la banda de rock Tristemente Célebres, fundada en los 90's por él y el bajista Germán Wintter. Editaron tres discos: Tristemente Célebres en noviembre de 2004 , Anestesia general en el 2009, bajo la producción de Ricardo Mollo y el EP Robot Monster en 2013.
Se suman, además, en espacio virtual, "Tristemente Célebres en vivo" y dos singles: "Memento mori" y "Vestido en otra piel".
Apareció en el videoclip Rap del portero de la banda de rock, rap y hard rock Aguante Baretta; en donde interpreta al portero de un edificio en 1995.

### ¿Cuál es?
Con 19 temporadas al frente de ¿Cuál es?, De la Puente es considerado por Mario Pergolini como “un rock star, una persona que ha vivido en las calles y conoce la universidad de la vida”.[cita requerida] En este programa, De la Puente escribió los guiones hasta la llegada del trío conformado por Santiago Bluggerman (alias el “Gallo”), Diego Miller y Emiliano Goggia. Los guiones más conocidos han sido las historias del Osito Mimosito, Aprender A Quererse, Mundo Turf, Se Me Olvidó Que Te Olvidé, Curso De Normas Sociales y varios Radioteatros del mediodía. También ha trabajado en los guiones del taxista Rolando.
Su voz se ha escuchado interpretando a diversos personajes como:
- Ruperto Pesto, padre de Moguiño Cerezo en Las Moguiaventuras.
- Cesar Brenneman en la sección Amigos para siempre.
- Ernestina Ratzenburger en la sección El Retén.
- El Tino Catari en la sección llamada La barra del colo.
- Daniel Gargajo Mamazzi en la sección titulada La voz del tablón.
- El Rey Camilo III en la sección llamada Grandes Frases Célebres.
- El Osito Mimosito en la sección llamada El rinconcito Gumy para los más chiquititos.

## Trayectoria

### Radio
| Año             | Programa               | Radio      |
| --------------- | ---------------------- | ---------- |
| 2018-Actualidad | Clásico de clásicos    | Rock & Pop |
| 2017-2018       | Monsters of Rock       | Rock & Pop |
| 2017            | ¿Qué pasa?             | Rock & Pop |
| 2017            | Todos Mienten          | Rock & Pop |
| 2014-2016       | No Vuelvas             | Rock & Pop |
| 2013            | Negrópolis             | Rock & Pop |
| 2012            | De esta noche no pasa  | Rock & Pop |
| 2011-2012       | Volumen 3              | Rock & Pop |
| 1997-1998       | Chesterfield Music Box | Rock & Pop |
| 1993-2011       | ¿Cuál es?              | Rock & Pop |
| 1990-1991       | Malas compañías        | Rock & Pop |

## Discografía
- Tristemente Célebres (2004)
- Anestesia General (2009)
- Robot Monster (2013)
- Tristemente Célebres en vivo (2019)